# 多瑙河畔福堡
多瑙河畔福堡（德語：Vohburg an der Donau）是德国巴伐利亚州的一个市镇。总面积45.18平方公里，总人口7444人，其中男性3817人，女性3627人（2011年12月31日），人口密度165人/平方公里。

## 友好城市
- 法國 克莱蒙